# Nya Elfsborg

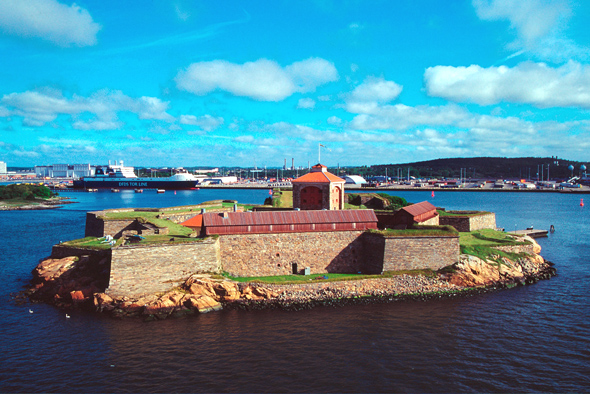
Nya Elfsborg in der Hafeneinfahrt von Göteborg

Die Nya Elfsborg (schwedisch für neue Älvsburg) ist eine Festung in der Mündung des Flusses Göta älv in das Kattegat. Sie liegt am Nordrand der Hafeneinfahrt von Göteborg auf der kleinen Insel Kyrkogårdsholmen, wo sie 1650 als Ersatz für die ausgediente Festung Älvsborg errichtet wurde.

## Geschichte

### Entstehung
Bereits 1645 wurde zur Verteidigung Göteborgs auf Kyrkogårdsholmen eine provisorische Geschützstellung errichtet. Zwei Jahre später begann man, die Stellung nach Plänen von Generalquartiermeister Johan Wärnschiöldh dauerhaft zu befestigen. Nach einer Änderung der Pläne im Jahr 1651 wurde die Festung schließlich als fünfeckige Bastion mit dahinter liegendem Hornwerk verwirklicht. Als Dänemark 1657 in den Zweiten Nordischen Krieg eintrat, musste die noch nicht vollendete Festung vorläufig in den Verteidigungsstand versetzt werden.
Die Befestigungsarbeiten wurden nach Kriegsende fortgesetzt; fertiggestellt wurde die Festung jedoch erst Ende der 1670er Jahre. Als 1661 die alte Festung Älvsborg geschleift wurde, erhielt die Anlage den Namen Nya Elfsborg. 1686 wurde ein Turm hinzugefügt. In den 1690ern verfiel die Festung zusehends, bis 1697 die zwischenzeitlich abgebrochenen Arbeiten am Hornwerk wieder aufgenommen wurden.

### Dänische Überfälle
Am 2. Mai 1717 gelang es dem dänisch-norwegischen Anführer des Kattegattgeschwaders Peter Tordenskiold, die Nya Elfsborg unbemerkt zu passieren und die Göteborger Flotte anzugreifen. Der Angriff missglückte jedoch und auf dem Rückzug wurde Tordenskiold von der Nya Elfsborg aus bombardiert.
Am 20. Juli 1719 kehrte Tordenskiold wieder und konnte am Abend 36 Sechzehnpfünder-Kanonen auf der direkt im Nordwesten der Nya Elfsborg gelegenen Insel Stora Aspholmen platzieren. Zusätzlich brachte er vier schwere Mörser auf das benachbarte Lilla Aspholmen. Noch am selben Abend eröffnete er das Feuer; am folgenden Tag beschossen außerdem elf dänische Schiffe die Nya Elfsborg. Obwohl die Festung zu schwach besetzt und bestückt war, weigerte sich der Kommandant Johan Lillie, sich zu ergeben. In der Nacht zum 24. Juli brachte Georg Bogislaus Staël von Holstein vier Kanonen und einen 40-Pfund-Mörser aus Göteborg nach Arendal am Nordstrand des Älvsborgsfjords und errichtete dort eine Stellung, sodass schon am nächsten Morgen das Feuer auf Tordenskiold eröffnet werden konnte. Daraufhin zog sich dieser zurück und gab seine Mörser auf Lilla Aspholmen auf.
Tordenskiold blockierte noch bis zum 22. September die Zufahrt zur Nya Elfsborg, deren schwere Beschädigungen indessen sofort ausgebessert wurden. Nach diesem Vorfall wurde die Nya Elfsborg so sorgfältig unterhalten, dass sie 1744, als eine dänische Kriegsdrohung abgewendet werden konnte, die bestgepflegte Festung des ganzen Reiches war.

### Friedenszeiten
Zwischen 1762 und 1766 wurde die Nya Elfsborg mit bombensicheren Vorratsgewölben und steinernen Mannschaftsquartieren ausgestattet. Schließlich wurde sie 1808 noch einmal instand gesetzt und danach gut gepflegt, bis sie 1869 in ihrer Funktion als Festung ausgemustert wurde.
Im Jahr 1878 wollte eine Befestigungskommission die Nya Elfsborg unter Einsatz von Stahlkonstruktionen umbauen, später wurde sogar vorgeschlagen, die Nya Elfsborg könne Teil des Schutzes für die Hafeneinfahrt werden. Diese Überlegungen führten jedoch nicht weiter als bis zu einer zeitweiligen Einrichtung einer Vorratswerft der Küstenartillerie in der Nya Elfsborg.
Heute ist die Nya Elfsborg, die seit 1935 als Byggnadsminne unter Denkmalschutz steht, eine Touristenattraktion, die man im Sommer von Göteborg aus mit regelmäßigen Bootstouren erreichen kann. Dann finden in der Festung häufig Theatervorstellungen statt.